# Tinker
De tinker of Irish cob is een middelgroot, meestal bont paard afkomstig uit het Verenigd Koninkrijk en Ierland. Bont betekent dat het paard meerdere kleuren heeft. De kleuren zijn bijna altijd wit met bruin of wit met zwart. Er zijn echter ook egaal gekleurde tinkers. De tinker staat bekend als een sterk, rustig en betrouwbaar dier.

## Beschrijving
Het standaardtype tinker heeft een gemiddelde schofthoogte van 1,45 m en hoewel men kan spreken van een klein paard of een grote pony, is een tinker – net als een ijslander of een fjord – altijd een paard. Er is echter geen minimale of maximale schofthoogte van toepassing.
Tijdens de winter heeft het dier een dikke vacht. Die dikke vacht beschermt tegen kou en de lange haren zorgen voor het vlot aflopen van regenwater. In de zomer is de vacht kort en glanzend. De manen en staart zijn altijd lang, krullend of recht. De tinker heeft volle sokken: lange haren op de onderbenen van het paard. Dit wordt samen met staart en manen behang genoemd.
Tinkers hebben een breed hoofd met grote ogen en kleine oren. De voorbenen zijn gespierd. De dijbenen zijn ook stevig gebouwd. Doordat ze zo stevig gebouwd zijn, kunnen ze gemakkelijk een volwassen persoon dragen. Ze dienen platte spronggewrichten te hebben, niet te hoekig en ook niet te recht. Tinkers hebben soms een zogenaamd maanoog. Bij een maanoog mist het oog pigment in de iris en kleurt het oog lichtblauw tot wit.
Tinkers hebben redelijk snel een mok, want de sokken houden de viezigheid wel tegen, maar als het eenmaal in de sok zit komt het er niet snel meer uit.

## Karakter
Het is over het algemeen een rustig koudbloedpaard en heeft een goed, open en vriendelijk karakter. De tinker is nieuwsgierig en heeft een flink uithoudingsvermogen.
De tinker stamt af van verschillende andere paardenrassen. De meeste invloed komt waarschijnlijk van de shire, de clydesdale en de fell pony. Het ras is ontstaan dankzij de rondreizende zigeuners. Zij hadden een paard nodig om de welbekende zigeunerwagens te kunnen trekken. De zigeuners hebben vooral gefokt op karakter. Om ruimte op de woonwagen te besparen, had deze geen bok maar werd er gemend vanaf een losse stoel in de deuropening. Dit maakte een zeer betrouwbaar paard noodzakelijk.
Tinkers zijn veelzijdige paarden en kunnen dienen voor iedere ruiter.
De paarden zijn door de combinatie van karakter en lichaamsbouw bij uitstek geschikt voor kinderen en voor angstige en beginnende ruiters. Ook mensen met een beperking zijn aan deze paarden toevertrouwd: niet voor niets werken steeds meer tinkers op zorginstellingen. Daar komt bij dat ze mede door hun bouw en soms kleine maat echte gewichtsdragers zijn en dus met gemak een volwassene kunnen dragen.

## Afkomst en gebruik
De tinker komt oorspronkelijk uit Ierland en Engeland. De naam komt van het Ierse woord tinceard (tinsmid: scheldnaam voor zigeuners). Vanwege hun bonte aftekening waren de dieren goed herkenbaar (en moeilijk te stelen) en werden ze niet geconfisqueerd door het Engelse leger omdat ze te opvallend waren. De tinker wordt nu voornamelijk gebruikt als recreatiepaard, ook aangespannen.
In toenemende mate worden tinkers ingezet in de sport. Er zijn tinkers die dressuur lopen in de hogere klassen en/of die kunnen springen.

## Stamboek
In Nederland zijn er twee stamboeken voor tinkers: de Irish Cob Society (ICS) en het Nederlands Stamboek voor Tinkers (NSvT). Het ICS hanteert niet de naam tinker maar Irish cob. Het NSvT hanteert een onderverdeling in drie secties, zijnde de grai, vanner en cob (medium/zwaar).
De medium cob komt het meeste voor. Dit type heeft vaak een stokmaat van rond de 1,40 à 1,50 m, is middelzwaar gebouwd met veel behang en heeft een iets gedrongen lichaam. De zware cob is aanzienlijk massiever en gedrongener. Daarnaast bestaan er de vanner en de grai . De vanner, die ongeveer 1,60 tot 1,70 m in schofthoogte meet, heeft doorgaans meer shirebloed, wordt vaak gebruikt als trekpaard en komt vrijwel niet voor in Nederland. De grai is een lichter gebouwde tinker die zeer geschikt is als rijpaard. 

## Afbeeldingen

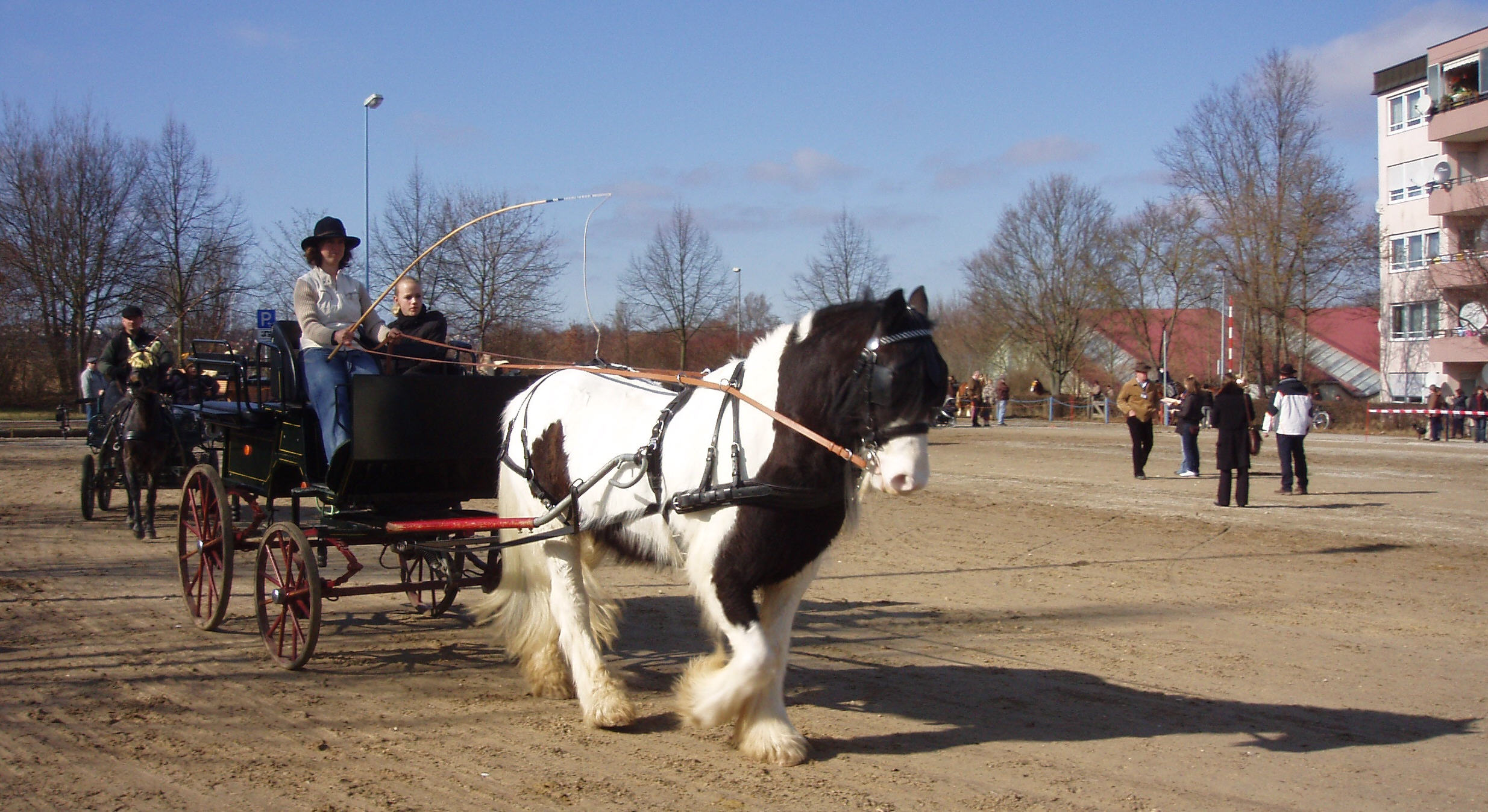
Voor een wagen
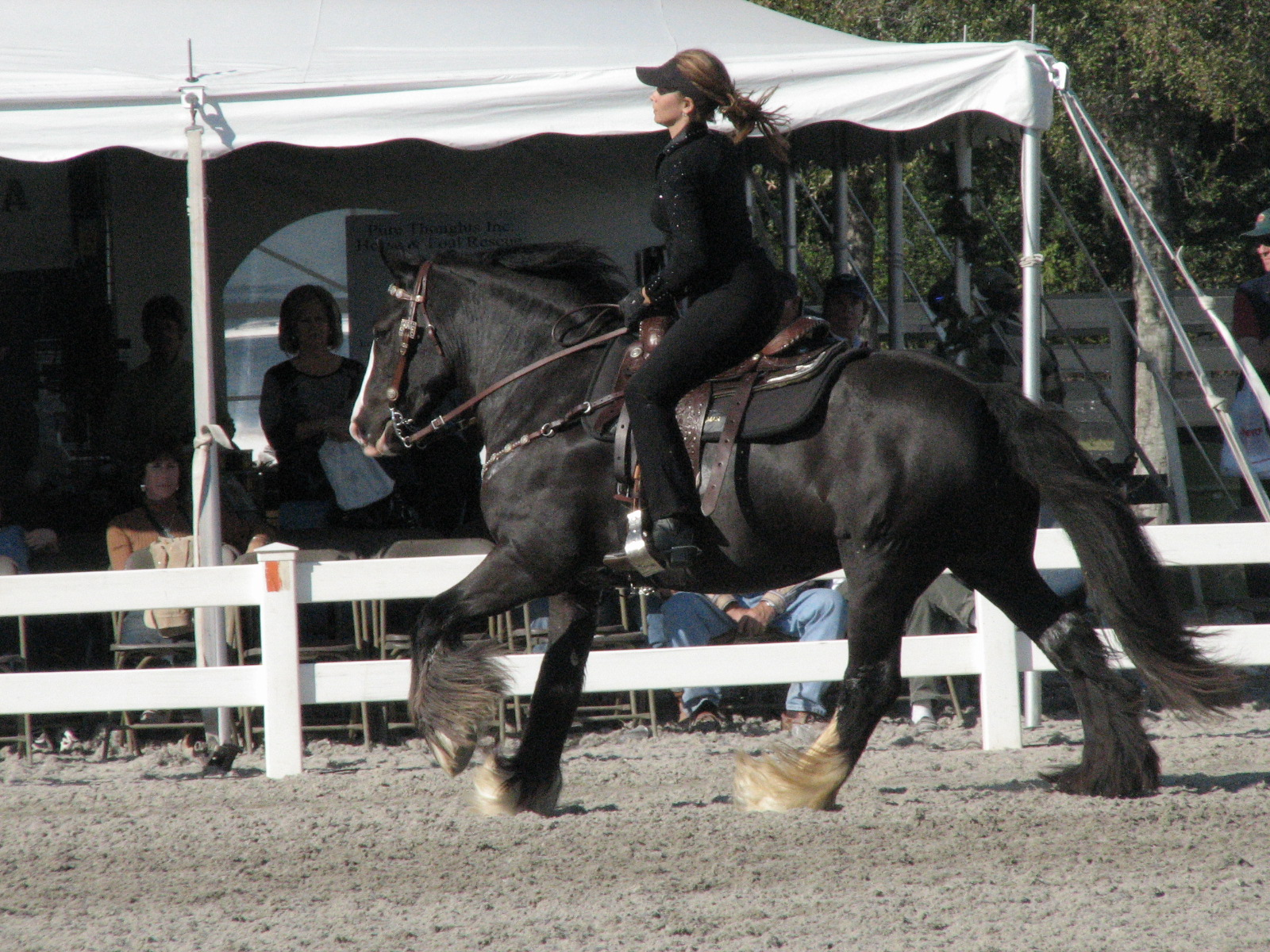
Onder het zadel
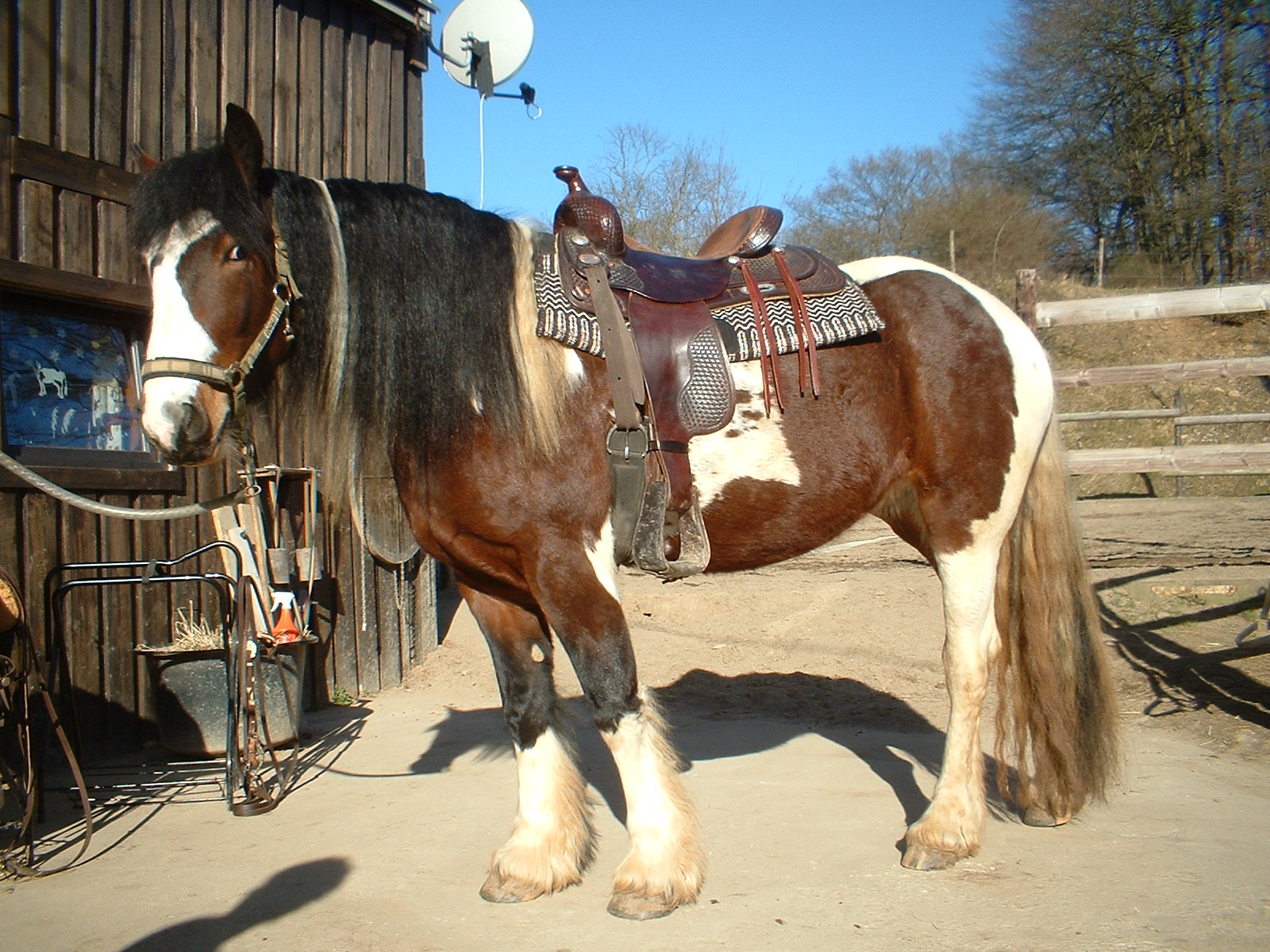
Met westernzadel
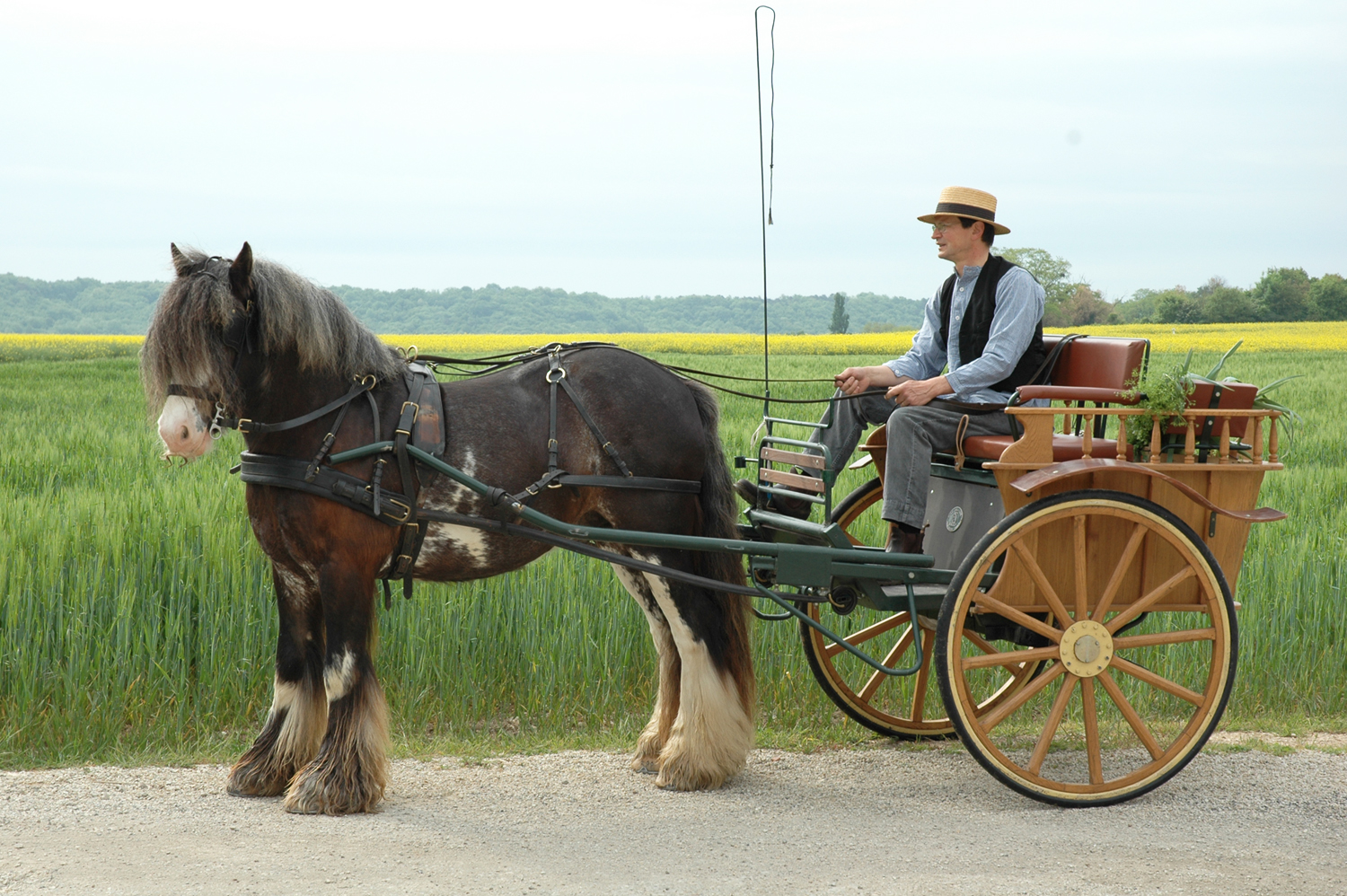
Klein type voor een kar